# Eliziane Gama

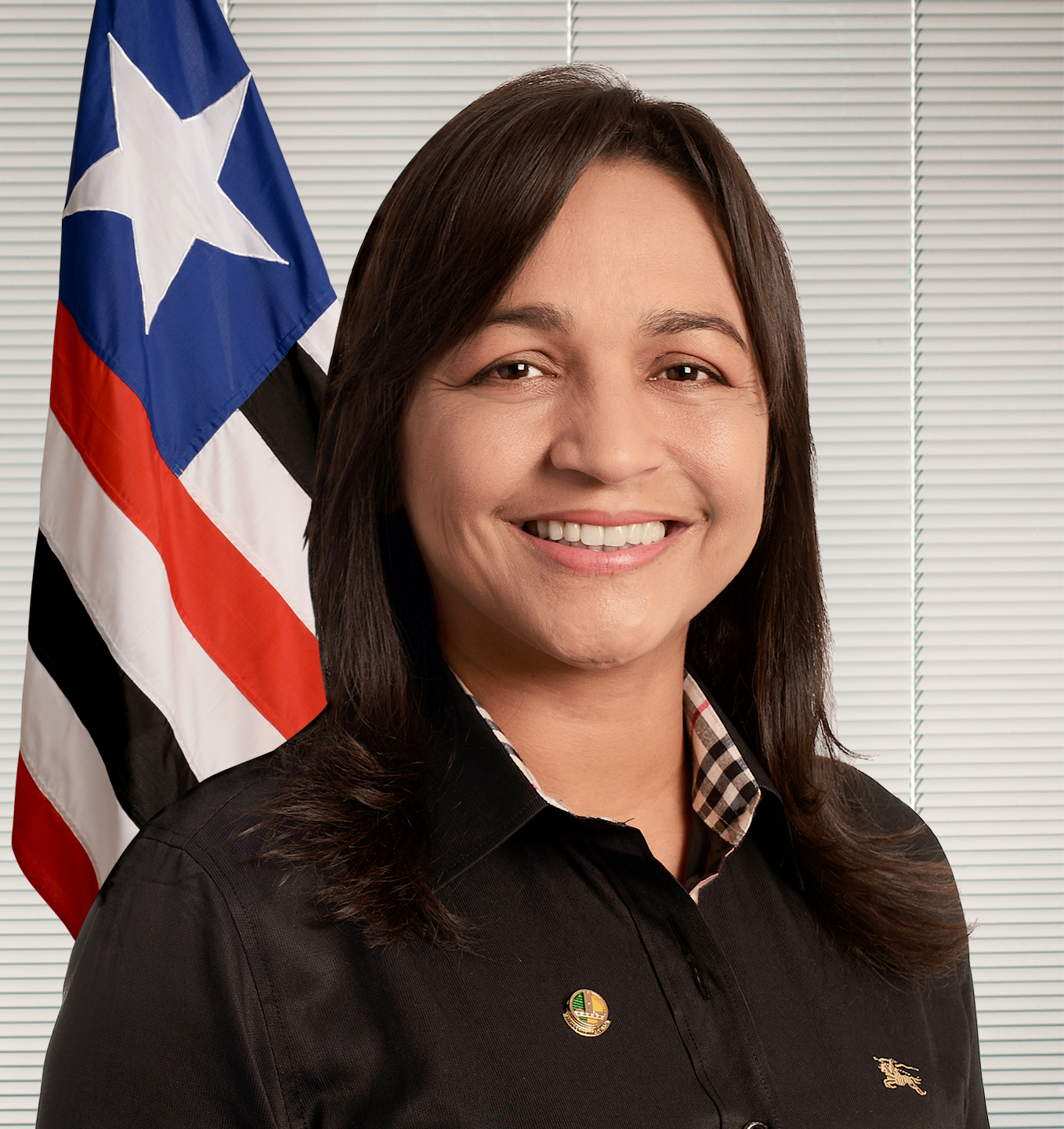
Eliziane Gama, 2019

Eliziane Pereira Gama Melo (* 27. Februar 1977 in Monção) ist eine brasilianische Journalistin und Politikerin. Sie ist Mitglied der Partei Cidadania und Bundessenatorin für den Bundesstaat Maranhão.

## Leben
Eliziane Gama die Tochter von Domingos Newton Gama und Dalvina de Jesus Pereira. Mit 17 Jahren begann sie ein Studium der Journalistik an der Universidade Federal do Maranhão (UFMA) in São Luís. Verheiratet ist sie mit Inácio Melo.

## Politische Laufbahn
Seit 2001 war sie Mitglied des Partido Popular Socialista (PPS), der sich 2019 in Cidadania umbenannte, zwischenzeitlich von 2015 bis 2016 Mitglied des Rede Sustentabilidade, um dann zum PPS zurückzukehren.
Vom 1. Februar 2007 bis 31. Januar 2015 war sie Abgeordnete in der Legislativversammlung von Maranhão. Danach wurde sie für die 55. Legislaturperiode vom 1. Februar 2015 bis 31. Januar 2019 als Bundesabgeordnete für Maranhão in die Abgeordnetenkammer des Nationalkongresses gewählt. Bei den Wahlen in Brasilien 2018 bewarb sie sich erfolgreich mit 1.539.916 oder 27,07 % der gültigen Stimmen um das Amt als Bundessenatorin für Maranhão, das sie zum 1. Februar 2019 antrat.
Sie vertritt hier die Interessen von über 7,1 Millionen Brasilianern des Nordostens. Ihre Amtszeit als Senatorin dauert acht Jahre von 2019 bis 2027 und beginnt mit der 56. Legislaturperiode.